# 孔延渥
孔延渥，北宋兖州曲阜县（今山东省曲阜市）人，孔子四十五代孙，文宣公孔宜的第三子。
宋真宗大中祥符元年（1008年），宋真宗封禅泰山（天书封祀），至阙里祭祀孔子，改曲阜县为仙源县。孔延渥作为孔子后裔，时任文宣公孔圣佑的叔叔，被赐同学究出身。官至隰州青化县令，奉旨造酒以供祭祀，给十户与钱帛祭田奉林庙。